# ユベール・ラタム

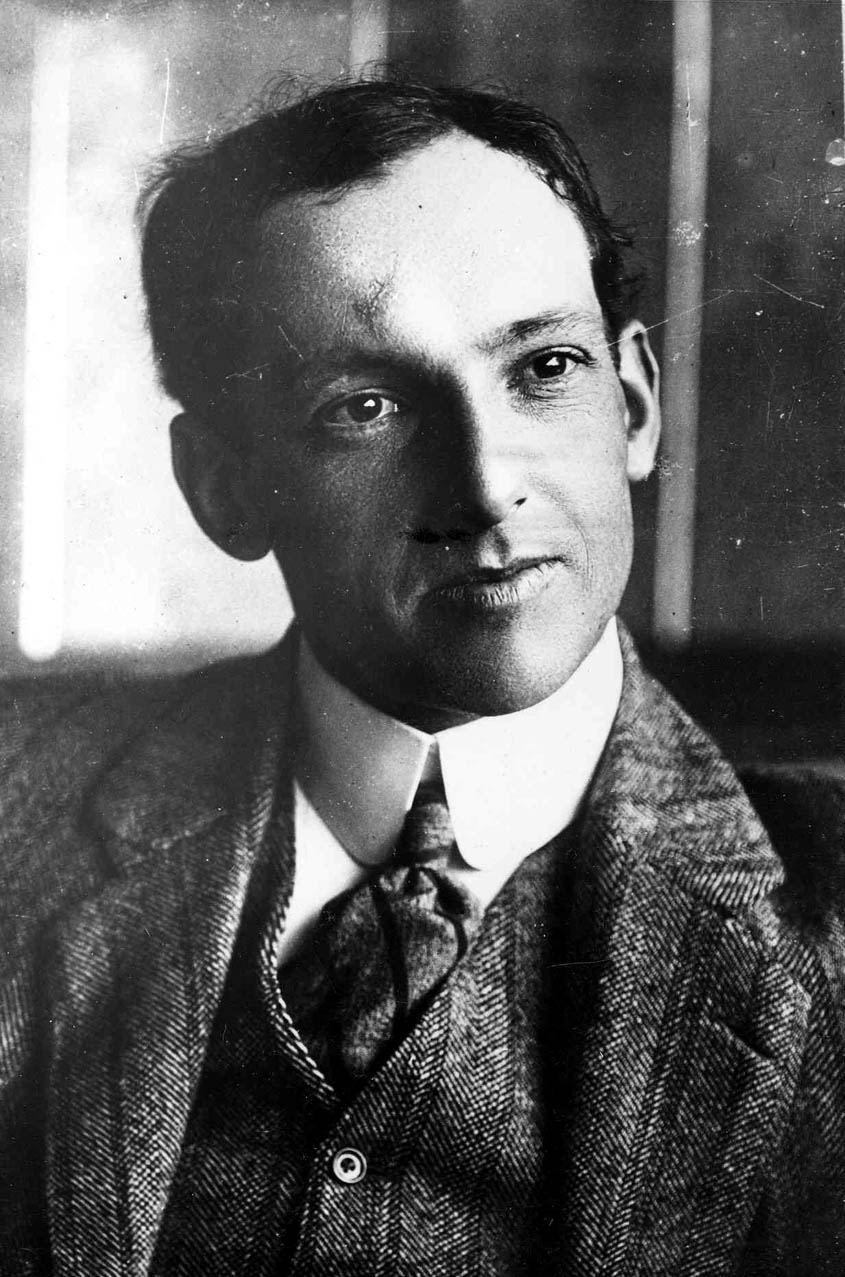

ユベール・ラタム（Hubert Latham、1883年1月10日 - 1912年6月7日）は、フランスの初期の飛行家。

## 人物と業績
祖父はロンドンのワイン商人で、父がフランス人の母と結婚して帰化し、その間にパリで出生した。家庭は裕福で、1906年からアフリカ、アジアへ足掛け3年の大旅行を楽しんでいる。
1905年2月12日、高名な気球飛行家だった従兄のジャック・フォール (Jacques Faure) の助手として、熱気球によるドーバー海峡の横断に成功した。
同年、モナコで開催されたモーターボートレースでアントワネット航空発動機会社(Société des avions et moteurs Antoinette)製のエンジンを使用したことから、同社のレオン・ルババッスール (Léon Levavasseur) 、ジュール・ガスタンビド(Jules Gastambide) と親交を深め、ウジェーヌ・ウェルフェランジェ (Eugène Welferinger)と共に、同社の専属操縦士を務めるようになった。

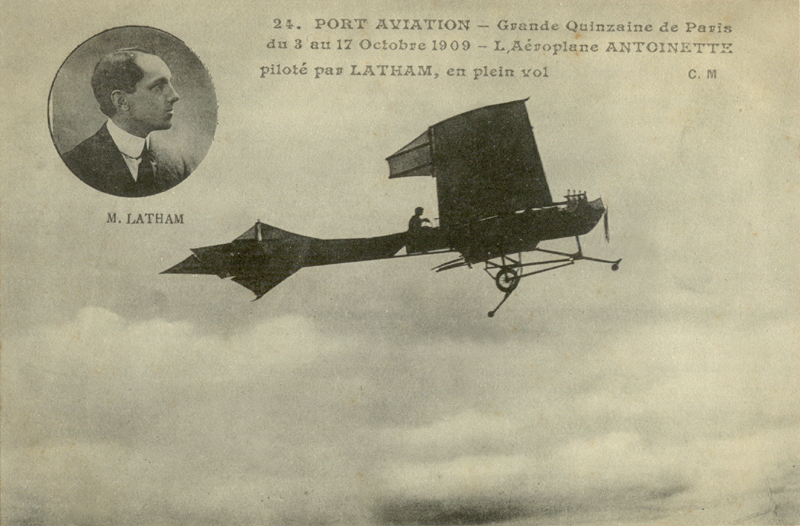

翌1906年、ロンドンの新興紙デイリー・メールが宣伝目的で飛行機によるドーバー海峡横断に賞金1,000ポンドを掛けた。この先着競争にルイ・ブレリオ (Louis Blériot)やシャルル・ド・ランベール伯爵(Charles de Lambert)らと呼応し、支援者を募って準備を進めた。
1909年7月19日に単葉機アントワネット IVを駆って海峡横断に初挑戦したが、カレー市郊外のサンガット村を出発して11km進んだ洋上でエンジンが故障し、不時着水して護衛艦に救助された。その後暫く悪天候に阻まれたが、翌週末の7月25日にブレリオが挑戦飛行を予定している事を知り、当日早朝に別の所有機アントワネット VIIで出し抜くことを急遽計画したものの、ルババッスール共々寝坊したため、むざむざブレリオに栄誉と賞金を成さしめた。
結局その2日後、同じアントワネット VIIで横断に再挑戦し、ドーバー目前でまたもや不時着水する不運に見舞われた。後にエッフェル塔を初めて飛び越すランベール伯も、この直前にウィルバー・ライト(Wilbur Wright)からライト・フライヤーを購入したばかりで、両者に遅れを取っていた。
横断失敗以降もラタムは、アントワネット機で数々の高度記録を達成するなど活躍する傍ら、公開展示飛行で西欧、北米各地を巡業し人気者になったが、アントワネット社は1911年に倒産した。
1912年にチャドで狩猟中、水牛（一説にはサイ）に角で突かれて客死した。横断飛行の出発点サンガットには、海峡を臨むラタムの銅像が建てられている。
ユベール・ラタム死後の1916年、従兄弟のジャン・ラタムは、航空機製作会社であるラタム株式会社（Société Latham & Cie）を設立した。